# KS Titan 2
KS Titan 2 (Bull Ray) — судно для проведення офшорних будівельних робіт, яке стало до ладу в 2008 році.
Як і однотипне з ним Titan 1, було споруджене на замовлення сінгапурської компанії KS Energy Services на верфі компанії SEMCO (штаб-квартира в Lafitte, Луїзіана). За своїм архітектурно-конструктивним типом відноситься до самопідіймальних (jack-up) і має три опори довжиною по 84 метри, які дозволяють оперувати в районах з глибиною до 60 метрів при висоті хвиль у 3,5 метри. Воно оснащене двома кранами з вантажопідйомністю 180 тон та може використовувати у своїх операціях палубу площею біля 1000 м2. Енергетична установка включає два двигуни Caterpillar 3512B потужністю по 1,6 МВт. Судно обладнане майданчиком для гелікоптерів, здатним приймати машини типу Bell 212 або подібні.
Одразу після спорудження у 2009 році взяло участь у монтажі вітрових агрегатів офшорних електростанцій Ріл-Флетс та Gunfleet Sands. Первісно для цього завдання законтрактували згадане вище Titan 1, проте воно затонуло на шляху до місця будівництва.
У 2013 році було продане компанії Hercules Oilfield Services Ltd за 42 млн доларів США та перейменоване у «Bull Ray».